# Religia w województwie podlaskim
Religia w województwie podlaskim – artykuł zawiera listę kościołów i związków wyznaniowych działających na terenie województwa podlaskiego.

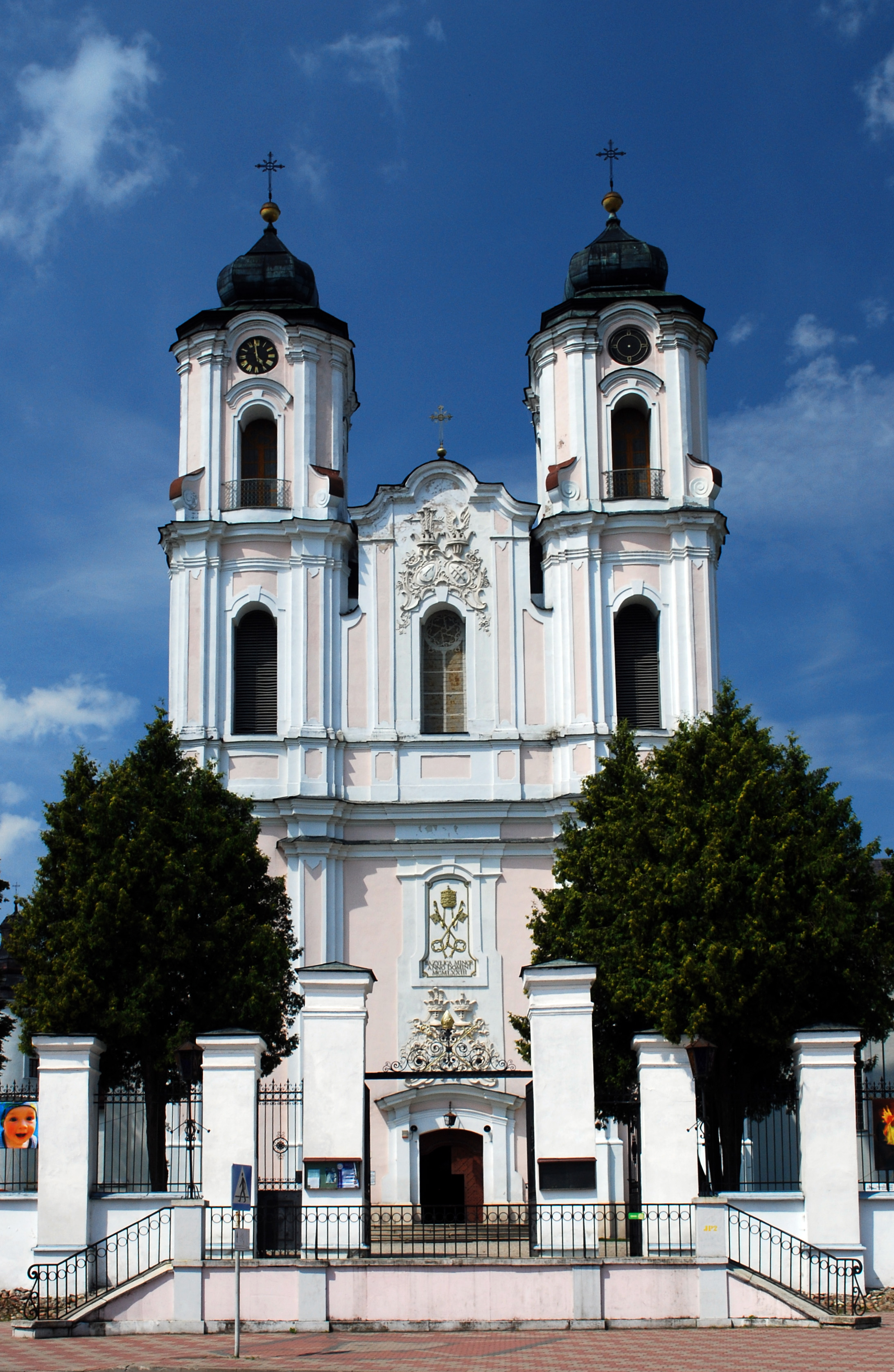
Bazylika Nawiedzenia Najświętszej Maryi Panny w Sejnach

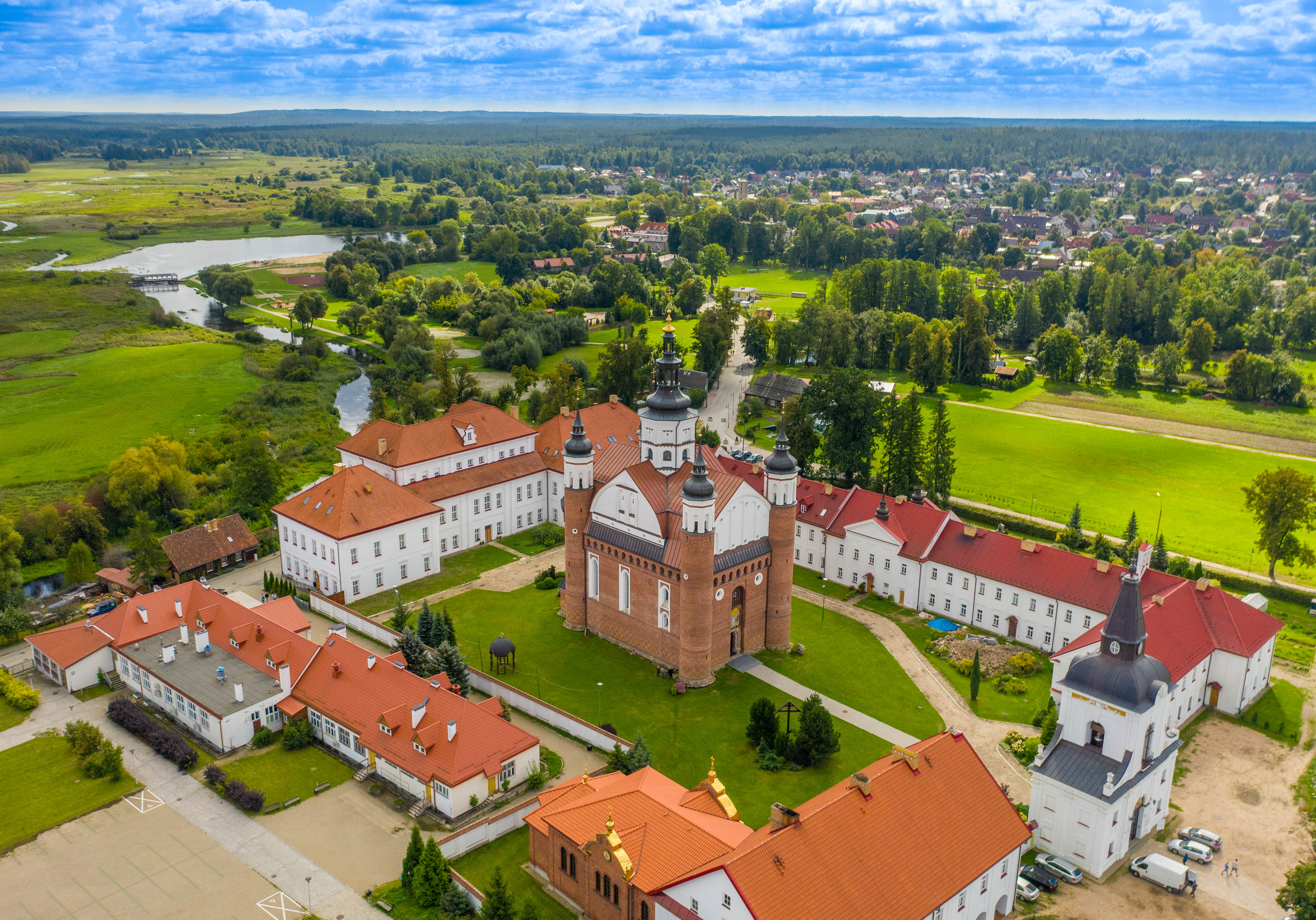
Prawosławna cerkiew klasztorna Zwiastowania Przenajświętszej Bogurodzicy w Supraślu

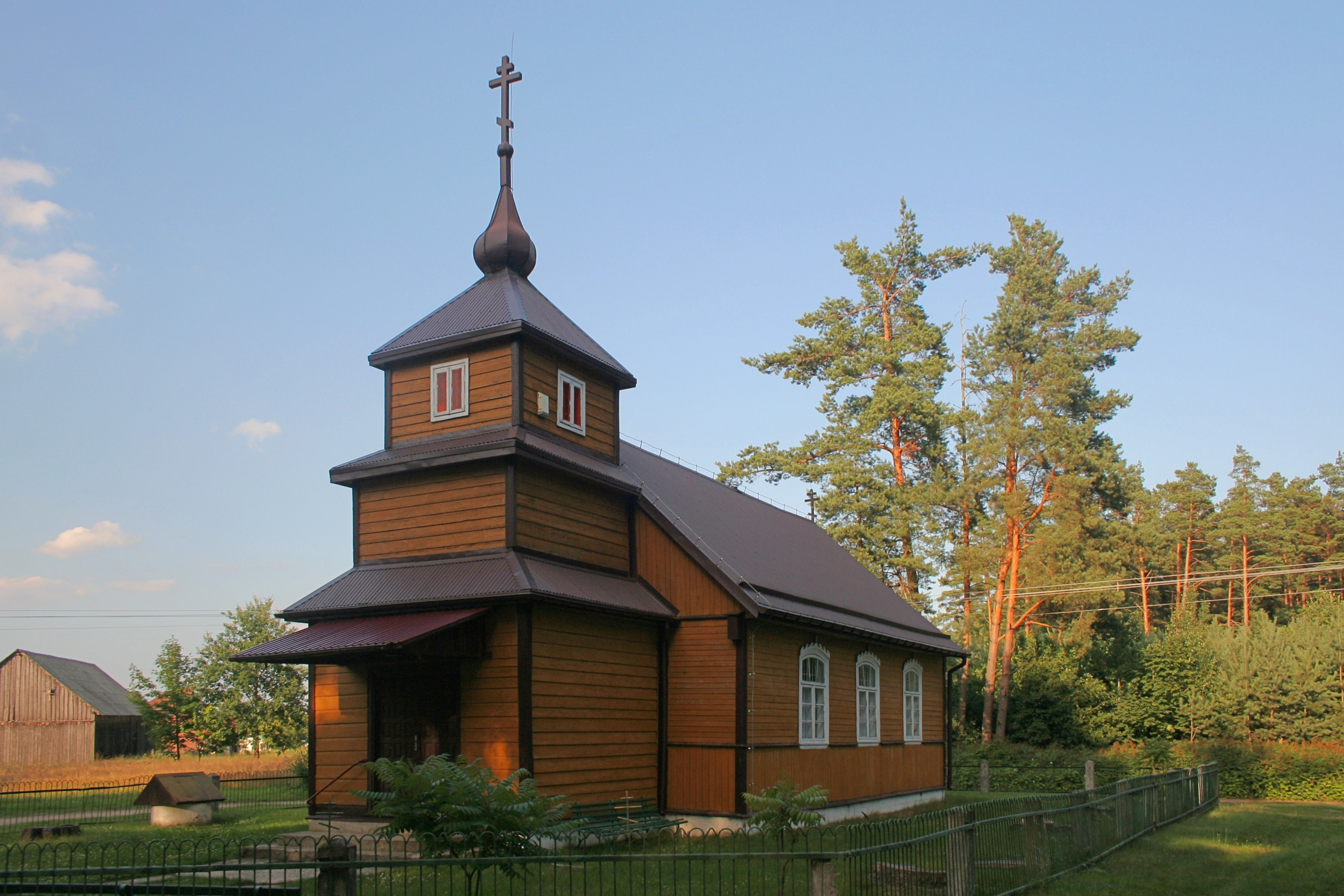
Molenna Wschodniego Kościoła Staroobrzędowego w Gabowych Grądach

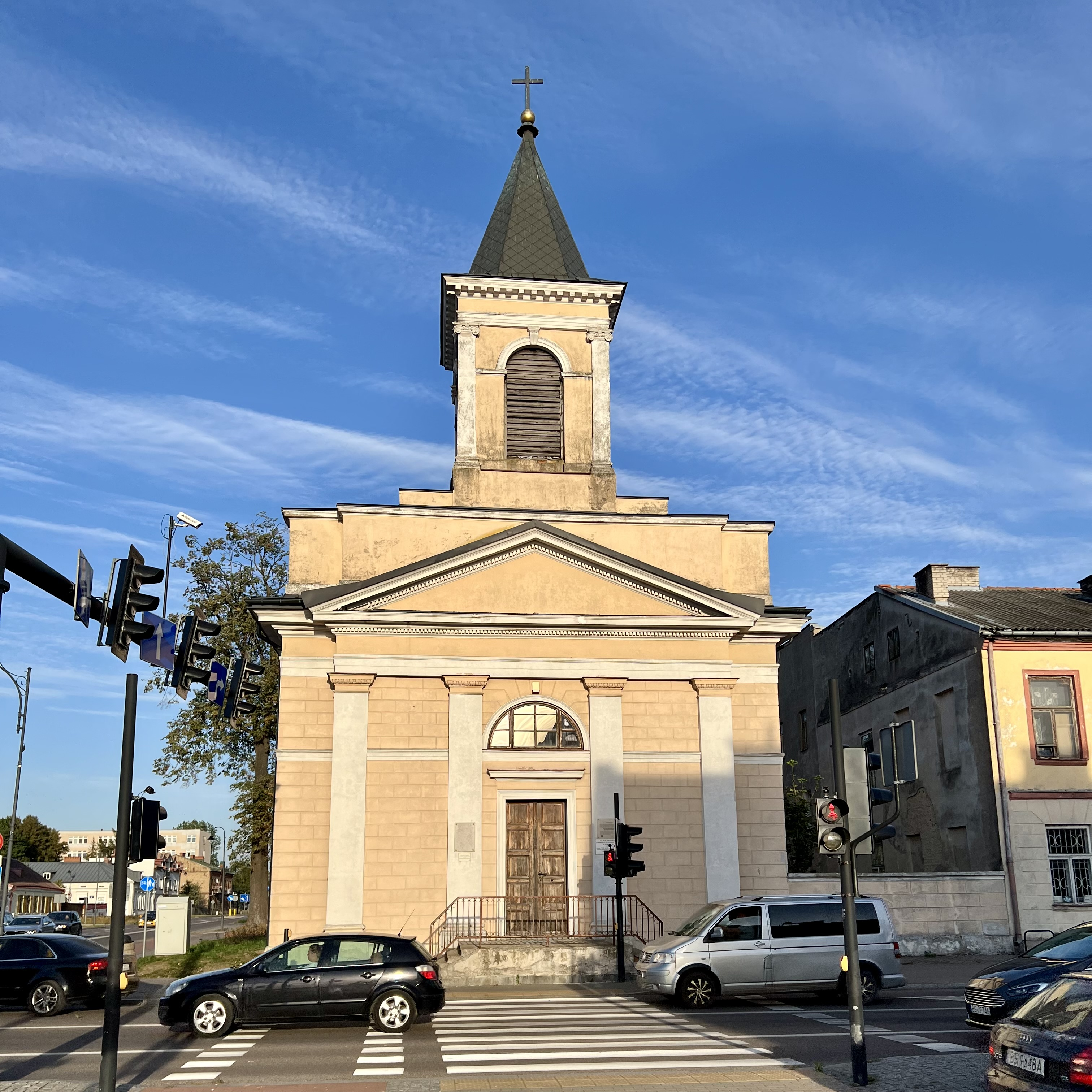
Kościół ewangelicko-augsburski Świętej Trójcy w Suwałkach

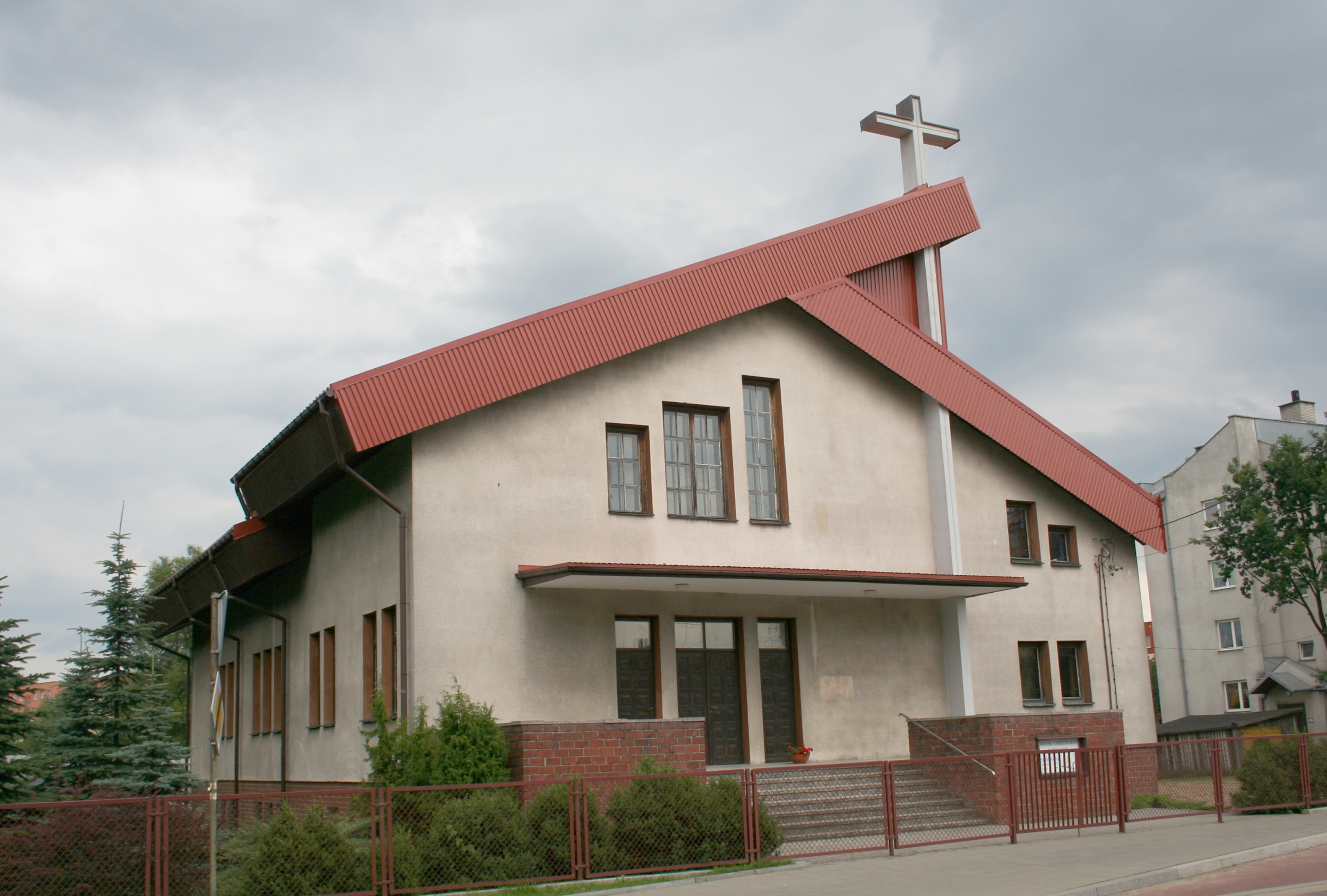
Kościół baptystów w Hajnówce

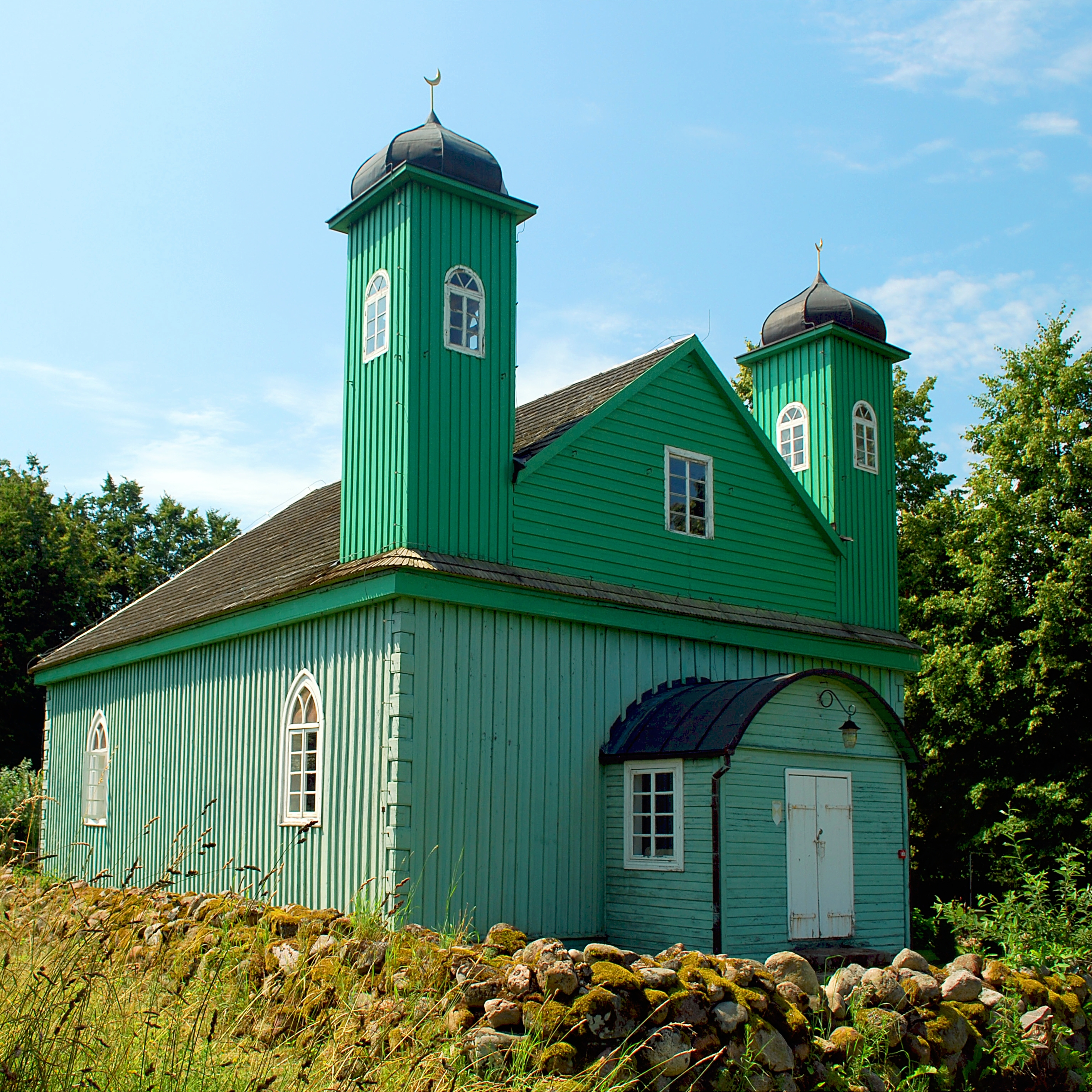
Meczet w Kruszynianach

## Katolicyzm

### Kościół Rzymskokatolicki
- Metropolia białostocka
  - Archidiecezja białostocka – dekanaty: Białystok – Bacieczki; Białystok – Białostoczek; Białystok – Dojlidy; Białystok – Nowe Miasto; Białystok – Starosielce; Białystok – Śródmieście; Dąbrowa Białostocka; Knyszyn; Korycin; Krynki; Mońki; Sokółka; Wasilków
  - Diecezja drohiczyńska (część) – dekanaty: Bielsk Podlaski, Brańsk, Ciechanowiec, Drohiczyn (część); Hajnówka; Siemiatycze
  - Diecezja łomżyńska (część) – dekanaty: Czyżew (część); Grajewo; Jedwabne; Kobylin; Kolno; Łapy; Łomża – św. Brunona; Łomża – św. Michała Archanioła; Myszyniec (część); Piątnica; Szczuczyn; Szepietowo; Wysokie Mazowieckie; Zambrów
- Metropolia warmińska
  - Diecezja ełcka (część) – dekanaty: Augustów – Matki Bożej Królowej Polski; Augustów – św. Bartłomieja Apostoła; Filipów (część); Lipsk; Rajgród (część); Sejny; Suwałki – Ducha Świętego; Suwałki – Miłosierdzia Bożego; Suwałki – Świętych Benedykta i Romualda

### Katolicki Kościół Narodowy w Polsce
- Parafia: Białystok[1]

### Kościół Starokatolicki Mariawitów
- Cmentarz w Filipowie pod zarządem diecezji warszawsko-płockiej

## Prawosławie

### Polski Autokefaliczny Kościół Prawosławny
- Diecezja białostocko-gdańska (część)[2]
  - Dekanat Białystok (część) – parafie: Białystok (9); Choroszcz; Czarna Białostocka; Fasty; Kożany; Supraśl; Topilec; Wasilków; Zabłudów; Zaścianki
  - Dekanat Gródek – parafie: Gródek; Jałówka; Juszkowy Gród; Królowy Most; Michałowo; Mostowlany; Nowa Wola; Topolany
  - Dekanat Sokółka – parafie: Augustów; Dąbrowa Białostocka; Jaczno; Jurowlany; Kruszyniany; Krynki; Kuźnica; Nowy Dwór; Ostrów Północny; Samogród; Sokółka; Suwałki; Wierzchlesie
  - Monastery: Supraśl (męski); Zwierki (żeński)
- Diecezja warszawsko-bielska (część)[3]
  - Dekanat Bielsk Podlaski – parafie: Augustowo; Bielsk Podlaski (5); Boćki; Malesze; Orla; Pasynki; Ploski; Podbiele; Rajsk; Ryboły; Sasiny; Szczyty-Dzięciołowo; Widowo
  - Dekanat Hajnówka – parafie: Białowieża; Czyże; Dubiny; Hajnówka (3); Kuraszewo; Narewka; Nowoberezowo; Orzeszkowo; Siemianówka; Stare Lewkowo; Stary Kornin
  - Dekanat Kleszczele – parafie: Czeremcha; Dubicze Cerkiewne; Kleszczele; Kośna; Kuzawa; Milejczyce; Rogacze; Saki; Werstok; Wólka Wygonowska; Zubacze
  - Dekanat Narew – parafie: Klejniki; Łosinka; Narew; Puchły; Trześcianka; Tyniewicze Duże
  - Dekanat Siemiatycze – parafie: Boratyniec Ruski; Ciechanowiec; Czarna Cerkiewna; Drohiczyn; Grabarka; Grodzisk; Mielnik; Narojki; Rogawka; Siemiatycze (2); Telatycze; Tokary; Żerczyce
  - Monastery: Grabarka (żeński); Saki (męski); Zaleszany (żeński) oraz skit Odrynki (męski)
- Prawosławny Ordynariat Wojska Polskiego – parafia: Białystok[4]

### Wschodni Kościół Staroobrzędowy
- Parafie: Gabowe Grądy; Suwałki; Wodziłki[5]

### Staroprawosławna Cerkiew Staroobrzędowców
- Parafia: Gabowe Grądy[6]

## Protestantyzm
- Kościół Ewangelicko-Augsburski
  - Diecezja mazurska (część) – parafie: Białystok; Suwałki, Pisz (część)[7]
- Kościół Chrześcijan Baptystów – zbory: Białystok (2); Białowieża; Bielsk Podlaski; Dubicze Cerkiewne; Kleszczele; Hajnówka; Narew; Orla[8]
- Kościół Zielonoświątkowy
  - Okręg północny (część) – zbory: Białystok (2); Białowieża; Bielsk Podlaski; Dubicze Cerkiewne; Hajnówka; Łomża; Nowosady; Suwałki[9]
- Kościół Chrystusowy – zbory: Bielsk Podlaski; Czarna Średnia; Sielc; Siemiatycze[10]
- Kościół Adwentystów Dnia Siódmego – zbory: Białystok; Bielsk Podlaski; Grajewo; Hajnówka; Suwałki
- Kościół Boży w Chrystusie – zbory: Białystok; Hajnówka; Łomża; Mońki[11]

## Restoracjonizm
- Świadkowie Jehowy

2450 głosicieli należących do 25 zborów (w tym zbór rosyjskojęzyczny, grupa języka migowego i grupa ukraińskojęzyczna).
- Zbory korzystające z Sal Królestwa: Augustów; Białystok (11: Antoniuk, Białostoczek, Dojlidy, Dziesięciny, Grabówka, Nowe Miasto, Rosyjski, Słoneczny Stok, Śródmieście (w tym grupa j. migowego), Wygoda, Zielone Wzgórza); Grajewo, Hajnówka; Kleszczele; Łomża (2: Północ, Zachód); Siemiatycze (2: Wschód i Zachód); Sokółka; Suwałki (2: Centrum) i Północ (w tym grupa rosyjskojęzyczna)) i Zambrów.

- Zrzeszenie Wolnych Badaczy Pisma Świętego – zbór: Białystok, Ciemnoszyje
- Kościół Jezusa Chrystusa Świętych w Dniach Ostatnich – zbór: Białystok

## Judaizm

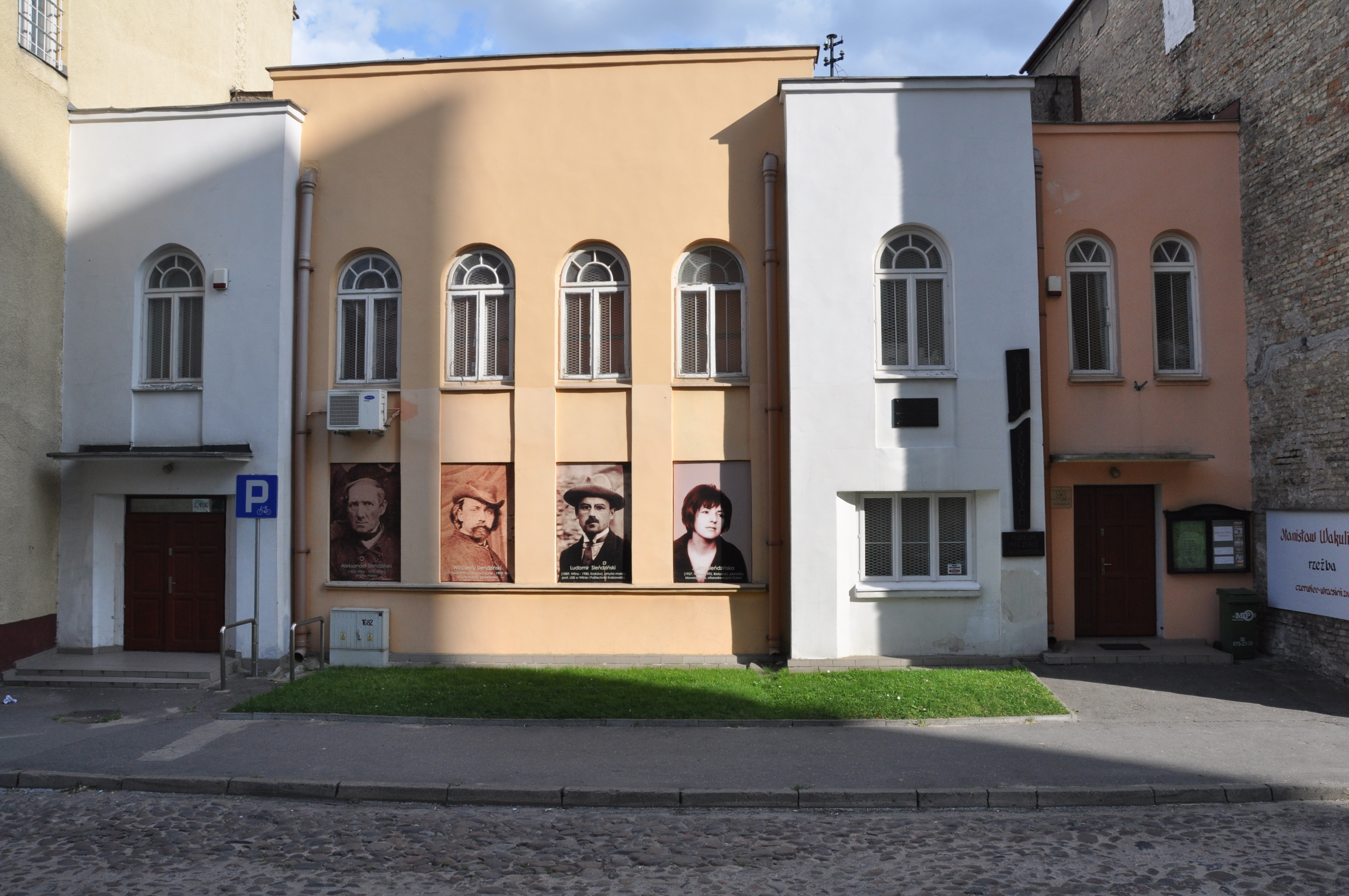
Synagoga Cytronów w Białymstoku, nieczynna

## Islam
- Muzułmański Związek Religijny – gminy: Białystok; Bohoniki; Kruszyniany[13]
- Liga Muzułmańska – gmina: Białystok (Muzułmańskie Stowarzyszenie Kształtowania Kulturalnego)
- Stowarzyszenie Studentów Muzułmańskich: Białystok

## Buddyzm
- Buddyjski Związek Diamentowej Drogi Linii Karma Kagyu – ośrodki: Białystok; Suwałki[14]

## Rodzimowierstwo słowiańskie
- Rodzimy Kościół Polski, Oddział podlaski (Białystok)[15]